# Saison 2020-2021 de l'Association sportive de Béziers Hérault
Cette page présente la saison 2020-2021 de l'Association sportive de Béziers Hérault en Pro D2.

## Entraîneurs
- David Aucagne (manager)
- Pierre Caillet (entraîneur des avants)
- Sébastien Logerot (entraîneur des arrières)
- Na'ama Leleimalefaga (consultant mêlée)

## Effectif professionnel
| Nom                      | Poste            | Naissance          | Nationalité sportive | International     | Dernier club                     | Arrivée au club (année) |
| ------------------------ | ---------------- | ------------------ | -------------------- | ----------------- | -------------------------------- | ----------------------- |
| Francisco Fernandes      | Pilier           | 6 septembre 1985   | Portugal             |                   | Tyrosse RCS                      | 2011                    |
| Quentin Samaran          | Pilier           | 30 décembre 1997   | France               | -                 | Formé au club                    | 2017                    |
| Jamie Hagan              | Pilier           | 15 janvier 1987    | Irlande              | Drapeau : Irlande | Melbourne Rebels                 | 2017                    |
| Jorji Saldadze           | Pilier           | 25 mai 1994        | Géorgie              | -                 | RC Aia                           | 2019                    |
| John Henry Fincham       | Pilier           | 19 mai 1999        | Afrique du Sud       | -                 | Formé au club                    | 2019                    |
| Anthony Aléo             | Pilier           | 24 avril 1992      | France               | -                 | US Montauban                     | 2020                    |
| Nicolas Lemaire          | Pilier           | 26 août 1995       | France               | -                 | USA Perpignan                    | 2020                    |
| Ferdinand Changel        | Pilier           | 28 juillet 1999    | France               | -                 | US Carcassonne                   | 2016                    |
| Marco Pinto Ferrer       | Talonneur        | 11 novembre 1987   | Espagne              |                   | US Oyonnax rugby                 | 2012                    |
| Dorian Marco-Pena        | Talonneur        | 14 août 1996       | France               | -                 | Formé au club                    | 2016                    |
| Clément Estériola        | Talonneur        | 9 décembre 1990    | France               | -                 | RC Narbonne                      | 2018                    |
| Yann Lalevée             | Talonneur        | 25 avril 1999      | France               | -                 | Formé au club                    | 2020                    |
| Santiago Iglesias Valdez | Talonneur        | 22 mai 1993        | Argentine            |                   | Olympique marcquois (Fédérale 1) | 2021                    |
| Yassine Maamry           | Deuxième ligne   | 8 juillet 1993     | Maroc                |                   | Provence rugby                   | 2016                    |
| Karl Wilkins             | Deuxième ligne   | 28 février 1996    | Angleterre           | -                 | Formé au club                    | 2016                    |
| Jonathan Best            | Deuxième ligne   | 2 mars 1983        | Algérie              |                   | FC Grenoble                      | 2017                    |
| John Madigan             | Deuxième ligne   | 1er septembre 1994 | Irlande              | -                 | RC Massy                         | 2020                    |
| Morgan Eames             | Deuxième ligne   | 22 août 1994       | Angleterre           | -                 | Doncaster Knights                | 2020                    |
| Maxence Lemardelet       | Troisième ligne  | 8 mai 1999         | France               | -                 | ASM Clermont                     | 2020                    |
| Éloi Massot              | Troisième ligne  | 10 octobre 1990    | France               | -                 | CS Bourgoin-Jallieu              | 2012                    |
| Jean-Baptiste Barrère    | Troisième ligne  | 15 décembre 1989   | France               | -                 | Section paloise                  | 2015                    |
| Karl Wilking             | Troisième ligne  | 8 février 1996     | Angleterre           | -                 | Formé au club                    | 2016                    |
| Sias Koen                | Troisième ligne  | 1er janvier 1994   | Afrique du Sud       | -                 | Central Cheetahs                 | 2020                    |
| Clément Bitz             | Troisième ligne  | 29 décembre 1994   | France               | -                 | RC Narbonne                      | 2020                    |
| Pierre Bringuier         | Troisième ligne  | 30 juin 2000       | France               | -                 | Formé au club                    | 2020                    |
| Tomás Munilla            | Demi de mêlée    | 3 août 1998        | Espagne              |                   | Complutense Cisneros             | 2018                    |
| Thibaut Bisman           | Demi de mêlée    | 7 février 1991     | France               | -                 | SC Albi                          | 2019                    |
| Jean-Victor Goillot      | Demi de mêlée    | 10 février 1998    | France               | -                 | Stade rochelais                  | 2020                    |
| Lucas Delaye             | Demi de mêlée    | 4 août 2000        | France               | -                 | Formé au club                    | 2020                    |
| Dylan Russell            | Demi d'ouverture | 22 mars 1998       | France               | -                 | Stade montois                    | 2018                    |
| Adrien Latorre           | Demi d'ouverture | 4 août 1990        | France               | -                 | FC Grenoble                      | 2019                    |
| Tristan Tedder           | Demi d'ouverture | 17 avril 1996      | Afrique du Sud       | -                 | Stade toulousain                 | 2020                    |
| Romain Uruty             | Demi d'ouverture | 1er juillet 1999   | France               | -                 | Formé au club                    | 2020                    |
| Victor Dreuille          | 3/4 centre       | 24 juillet 1998    | France               | -                 | Formé au club                    | 2016                    |
| Savenaca Rawaca          | 3/4 centre       | 20 août 1991       | Fidji                |                   | Aviron bayonnais                 | 2018                    |
| Maxime Espeut            | 3/4 centre       | 20 août 1991       | France               | -                 | Formé au club                    | 2018                    |
| Pierre Courtaud          | 3/4 centre       | 6 avril 1999       | France               | -                 | Formé au club                    | 2019                    |
| Álvar Gimeno             | 3/4 centre       | 15 décembre 1997   | Espagne              |                   | Valladolid RAC                   | 2019                    |
| Jeff Williams (en)       | 3/4 centre       | 7 septembre 1990   | Angleterre           | -                 | Stade Rodez                      | 2019                    |
| Robert Ebersohn          | 3/4 centre       | 23 février 1989    | Afrique du Sud       | -                 | Castres olympique                | 2020                    |
| Jarrod Poï               | 3/4 centre       | 22 février 1994    | Nouvelle-Zélande     | -                 | Biarritz olympique               | 2020                    |
| Roméo Ballu              | 3/4 aile         | 21 mars 1996       | France               | -                 | Formé au club                    | 2017                    |
| Uwa Tawalo               | 3/4 aile         | 27 février 1992    | Fidji                | -                 | Biarritz olympique               | 2019                    |
| Nicolas Plazy            | Ailier           | 17 mai 1994        | France               | -                 | Union Bordeaux Bègles            | 2020                    |
| Pierre Bérard            | Arrière          | 23 mai 1991        | France               | -                 | Castres olympique                | 2018                    |
| Thomas Zénon             | Arrière          | 4 mars 1999        | France               | -                 | Formé au club                    | 2019                    |

## Calendrier et résultats
| - Stade montois - AS Béziers : 33-10 - AS Béziers - Soyaux Angoulême XV : 24-28 - Biarritz olympique - AS Béziers : 24-21 - AS Béziers - FC Grenoble : 22-12 - RC Vannes - AS Béziers : 29-26 - AS Béziers - Stade aurillacois : 19-3 - Valence Romans DR - AS Béziers : 25-25 - AS Béziers - Oyonnax rugby : 23-29 - USA Perpignan - AS Béziers : 10-16 - AS Béziers - US Montauban : 36-9 - Rouen NR - AS Béziers : 15-10 - AS Béziers - Colomiers rugby : 14-9 - Provence rugby - AS Béziers : 32-9 - AS Béziers - US Carcassonne : 28-17 - AS Béziers - USO Nevers : 25-30 | - Stade aurillacois - AS Béziers : 43-13 - AS Béziers - RC Vannes : 24-42 - FC Grenoble - AS Béziers : 34-19 - AS Béziers - Valence Romans DR : 19-9 - Colomiers rugby - AS Béziers : 12-9 - AS Béziers - Provence rugby : 31-15 - US Montauban - AS Béziers : 27-30 - Soyaux Angoulême XV - AS Béziers : 15-12 - AS Béziers - Biarritz olympique : 41-15 - AS Béziers - Rouen NR : 23-25 - Oyonnax rugby - AS Béziers : 38-20 - AS Béziers - USA Perpignan : 14-19 - US Carcassonne - AS Béziers : 31-28 - AS Béziers - Stade montois : 13-20 - USO Nevers - AS Béziers : 21-16 |

### Classement de la saison régulière
| Rang | Club                | J  | V  | N | D  | Bo | Bd | Pm  | Pe  | Diff | Pts |
| ---- | ------------------- | -- | -- | - | -- | -- | -- | --- | --- | ---- | --- |
| 1    | USA Perpignan       | 30 | 24 | 1 | 5  | 7  | 2  | 821 | 504 | +317 | 107 |
| 2    | RC Vannes           | 30 | 21 | 2 | 7  | 8  | 3  | 722 | 513 | +209 | 99  |
| 3    | Biarritz olympique  | 30 | 19 | 2 | 9  | 6  | 5  | 700 | 578 | +122 | 91  |
| 4    | Oyonnax Rugby       | 30 | 18 | 2 | 10 | 5  | 1  | 808 | 657 | +151 | 82  |
| 5    | FC Grenoble         | 30 | 16 | 1 | 13 | 4  | 5  | 666 | 594 | +72  | 75  |
| 6    | Colomiers Rugby     | 29 | 16 | 1 | 12 | 2  | 6  | 617 | 587 | +30  | 74  |
| 7    | USO Nevers          | 30 | 13 | 1 | 16 | 5  | 6  | 650 | 652 | -2   | 65  |
| 8    | US Carcassonne      | 30 | 14 | 1 | 15 | 3  | 4  | 653 | 665 | -12  | 65  |
| 9    | US Montauban        | 30 | 14 | 1 | 15 | 0  | 2  | 627 | 762 | -135 | 60  |
| 10   | Stade aurillacois   | 30 | 12 | 1 | 17 | 2  | 6  | 557 | 585 | -28  | 58  |
| 11   | Stade montois       | 29 | 11 | 3 | 15 | 2  | 4  | 550 | 662 | -112 | 56  |
| 12   | AS Béziers          | 30 | 10 | 1 | 19 | 3  | 11 | 620 | 671 | -51  | 56  |
| 13   | Provence Rugby      | 30 | 11 | 2 | 17 | 1  | 6  | 622 | 743 | -121 | 55  |
| 14   | Rouen NR            | 30 | 11 | 1 | 18 | 1  | 7  | 552 | 605 | -53  | 54  |
| 15   | Valence Romans DR   | 30 | 9  | 3 | 18 | 1  | 6  | 647 | 804 | -157 | 49  |
| 16   | Soyaux Angoulême XV | 30 | 8  | 1 | 21 | 1  | 7  | 522 | 752 | -230 | 42  |

|  | Qualication pour les demi-finales (no 1, no 2) .          |
|  | Qualification pour les barrages (no 3, no 4, no 5, no 6). |
|  | Relégation en Nationale (no 15 et no 16).                 |

Attribution des points : victoire sur tapis vert : 5, victoire : 4, match nul : 2, défaite : 0, forfait : -2 ; plus les bonus (offensif : 3 essais de plus que l'adversaire ; défensif : défaite par 5 points d'écart ou moins; les deux bonus peuvent se cumuler).
Règles de classement :
1. points terrain (bonus compris) ; 2. points terrain obtenus dans les matchs entre équipes concernées ; 3. différence de points sur l'ensemble des matchs ; 4. différence de points dans les matchs entre équipes concernées ; 5. différence entre essais marqués et concédés dans les matchs entre équipes concernées ; 6. nombre de points marqués sur l'ensemble des matchs ; 7. différence entre essais marqués et concédés ; 8. nombre de forfaits n'ayant pas entraîné de forfait général ; 9. place la saison précédente.

## Statistiques

### Championnat de France
Meilleurs réalisateurs
| Rang | Joueur | Poste | Points | Essais | Transf. | Pén. | Drops |
| ---- | ------ | ----- | ------ | ------ | ------- | ---- | ----- |
| 1    | -      | -     | -      | -      | -       | -    | -     |
| 2    | -      | -     | -      | -      | -       | -    | -     |
| 3    | -      | -     | -      | -      | -       | -    | -     |
| 4    | -      | -     | -      | -      | -       | -    | -     |
| 5    | -      | -     | -      | -      | -       | -    | -     |

Meilleurs marqueurs
| Rang | Joueur | Poste | Essais |
| ---- | ------ | ----- | ------ |
| 1    | -      | -     | -      |
| 2    | -      | -     | -      |
| 3    | -      | -     | -      |
| 4    | -      | -     | -      |
| 5    | -      | -     | -      |